# Stelios Arvanitīs
Stylianos Arvanitīs, detto Stelios (in greco Στυλιανός "Στέλιος" Αρβανίτης?; Palaio Faliro, 1927 – ...), è stato un cestista greco.

## Carriera
In carriera ha militato nel Panathinaikos, con cui ha vinto 5 volte il campionato greco (1946, 1947, 1950, 1951 e 1954).
Con la maglia della Grecia ha collezionato 30 presenze e 128 punti tra il 1947 e il 1952, vincendo la medaglia di bronzo agli Europei 1949; ha disputato inoltre gli Europei 1951 e le Olimpiadi del 1952, chiuse al 19º posto.

## Palmarès
- Campionato greco: 5

Panathinaikos: 1945-46, 1946-47, 1949-50, 1950-51, 1953-54